# Per Olof Christopher Aurivillius
Pour les articles homonymes, voir Aurivillius.

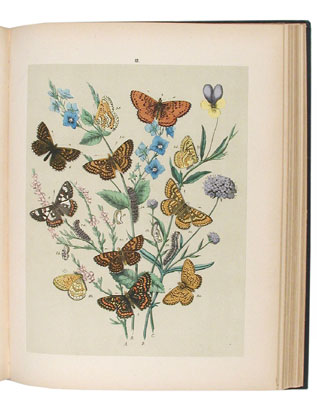
Planche du Nordischer Tagfalter de Per Olof Christopher Aurivillius (1880)

Per Olof Christopher Aurivillius, né à Forsa le 15 janvier 1853 et mort à Mörby le 20 juillet 1928, est un entomologiste suédois.
Il dirige le muséum de Stockholm et se spécialise sur les coléoptères et les lépidoptères. Il est longtemps le secrétaire de l'Académie royale des sciences de Suède.
Son frère est le zoologiste Carl Wilhelm Samuel Aurivillius (1854-1899) et son fils le zoologiste Sven Magnus Aurivillius (1892-1928).

## Œuvres
- Über sekundäre Geschlechtscharaktere nordischer Tagfalter, Stockholm (1880)
- Rhopalocera Aethiopica (1898) BHL
- Coleopterorum Catalogus Part 39 Cerambycidae: Cerambycinae, S. Schenkling ed., Berlin (1912) PDF
- Coleopterorum Catalogus Parts 73 et 74. Cerambycidae: Lamiinae, S. Schenkling ed., Berlin (1922, 1923)

## Sources
- Anthony Musgrave (1932). Bibliography of Australian Entomology, 1775-1930, with biographical notes on authors and collectors, Royal Zoological Society of New South Wales (Sydney) : viii + 380.